# Districtul Bruck an der Mur
Districtul Bruck an der Mur este situat în nordull landului Steiermark din Austria. El se întinde pe o suprafață de 1.306,96 km², având în anul 2009 o populație de 63.073 loc. cu o densitate de 48 loc./km².

## Istoric
Districtul are deja pe la mijlocul secolului XIX, o cale ferată, liniei care lega în anul 1844 Viena - Semmering - Graz, i se va adauga în anul 1868 o ramificație spre Bruck. Gara din Bruck devine un nod principal de cale ferată pentru linia Viena - Graz.
În anul 1911 linia de cale ferată va fi electrificată, azi fiind o linie importantă din, Austria pentru transportul de mărfuri și de persoane. 

## Localitățile districtului
Districtul cuprinde 21 de comune, trei orașe și șapte târguri, numărul de locuitori sunt trecuți în paranteză
| Orașe - Bruck an der Mur (Ungültiger Metadaten-Schlüssel 60204Kategorie:Wikipedia:Fehler in Vorlage Metadaten Einwohnerzahl#Ungültiger Metadaten-Schlüssel 60204) - Kapfenberg (Ungültiger Metadaten-Schlüssel 60209Kategorie:Wikipedia:Fehler in Vorlage Metadaten Einwohnerzahl#Ungültiger Metadaten-Schlüssel 60209) - Mariazell (Ungültiger Metadaten-Schlüssel 60210Kategorie:Wikipedia:Fehler in Vorlage Metadaten Einwohnerzahl#Ungültiger Metadaten-Schlüssel 60210) Târguri - Aflenz Kurort (Ungültiger Metadaten-Schlüssel 60201Kategorie:Wikipedia:Fehler in Vorlage Metadaten Einwohnerzahl#Ungültiger Metadaten-Schlüssel 60201) - Breitenau am Hochlantsch (Ungültiger Metadaten-Schlüssel 60203Kategorie:Wikipedia:Fehler in Vorlage Metadaten Einwohnerzahl#Ungültiger Metadaten-Schlüssel 60203) - Oberaich (Ungültiger Metadaten-Schlüssel 60211Kategorie:Wikipedia:Fehler in Vorlage Metadaten Einwohnerzahl#Ungültiger Metadaten-Schlüssel 60211) - Sankt Lorenzen im Mürztal (Ungültiger Metadaten-Schlüssel 60216Kategorie:Wikipedia:Fehler in Vorlage Metadaten Einwohnerzahl#Ungültiger Metadaten-Schlüssel 60216) - Sankt Marein im Mürztal (Ungültiger Metadaten-Schlüssel 60217Kategorie:Wikipedia:Fehler in Vorlage Metadaten Einwohnerzahl#Ungültiger Metadaten-Schlüssel 60217) - Thörl (Ungültiger Metadaten-Schlüssel 60219Kategorie:Wikipedia:Fehler in Vorlage Metadaten Einwohnerzahl#Ungültiger Metadaten-Schlüssel 60219) - Turnau (Ungültiger Metadaten-Schlüssel 60221Kategorie:Wikipedia:Fehler in Vorlage Metadaten Einwohnerzahl#Ungültiger Metadaten-Schlüssel 60221) | Comune - Aflenz Land (Ungültiger Metadaten-Schlüssel 60202Kategorie:Wikipedia:Fehler in Vorlage Metadaten Einwohnerzahl#Ungültiger Metadaten-Schlüssel 60202) - Etmißl (Ungültiger Metadaten-Schlüssel 60205Kategorie:Wikipedia:Fehler in Vorlage Metadaten Einwohnerzahl#Ungültiger Metadaten-Schlüssel 60205) - Frauenberg (Ungültiger Metadaten-Schlüssel 60206Kategorie:Wikipedia:Fehler in Vorlage Metadaten Einwohnerzahl#Ungültiger Metadaten-Schlüssel 60206) - Gußwerk (Ungültiger Metadaten-Schlüssel 60207Kategorie:Wikipedia:Fehler in Vorlage Metadaten Einwohnerzahl#Ungültiger Metadaten-Schlüssel 60207) - Halltal (Ungültiger Metadaten-Schlüssel 60208Kategorie:Wikipedia:Fehler in Vorlage Metadaten Einwohnerzahl#Ungültiger Metadaten-Schlüssel 60208) - Parschlug (Ungültiger Metadaten-Schlüssel 60212Kategorie:Wikipedia:Fehler in Vorlage Metadaten Einwohnerzahl#Ungültiger Metadaten-Schlüssel 60212) - Pernegg an der Mur (Ungültiger Metadaten-Schlüssel 60213Kategorie:Wikipedia:Fehler in Vorlage Metadaten Einwohnerzahl#Ungültiger Metadaten-Schlüssel 60213) - Sankt Ilgen (Ungültiger Metadaten-Schlüssel 60214Kategorie:Wikipedia:Fehler in Vorlage Metadaten Einwohnerzahl#Ungültiger Metadaten-Schlüssel 60214) - Sankt Katharein an der Laming (Ungültiger Metadaten-Schlüssel 60215Kategorie:Wikipedia:Fehler in Vorlage Metadaten Einwohnerzahl#Ungültiger Metadaten-Schlüssel 60215) - Sankt Sebastian (Ungültiger Metadaten-Schlüssel 60218Kategorie:Wikipedia:Fehler in Vorlage Metadaten Einwohnerzahl#Ungültiger Metadaten-Schlüssel 60218) - Tragöß (Ungültiger Metadaten-Schlüssel 60220Kategorie:Wikipedia:Fehler in Vorlage Metadaten Einwohnerzahl#Ungültiger Metadaten-Schlüssel 60220) |

|  |